# Mombacho
Il Mombacho è uno stratovulcano del Nicaragua, situato nelle vicinanze della città di Granada. Raggiunge un'altezza di 1344 m.
Il vulcano è inserito nel Parque nacional Volcán Mombacho, una delle 78 aree naturali protette del Nicaragua.

## Caratteristiche
Il Mombacho viene attualmente considerato un vulcano estinto, in quanto la sua ultima attività registrata risale al 1570 anche se sono presenti alcune fumarole che sfiatano dalle sue falde; una fumarola è chiaramente visibile dalla zona del Río Manares. Non ci sono registrazioni storiche di precedenti eruzioni. Prima del 1570 nel cratere del vulcano si era formato un piccolo lago. In quell'anno, la parete sud del vulcano, già fessurata da una serie di piccole scosse sismiche, durante una notte di grandi piogge crollò investendo la sottostante laguna e seppellendo un piccolo villaggio di meno di 400 abitanti. Il materiale franato diede origine agli isolotti di Granada.
La parte sommitale del vulcano è uno dei pochi luoghi del versante sul Pacifico del Nicaragua dove cresce una foresta nebulosa. Una situazione simile si ha sui pendii del vulcano Maderas. È presente anche una foresta nana che assieme a quella nebulosa è caratterizzata da una grande ricchezza di vita animale e vegetale, resa possibile dall'elevato livello di umidità e dal clima. Sono registrate oltre 700 differenti tipi di piante, che includono anche molte specie di orchidee.
Nelle foreste sono presenti endemismi esclusivi di quest'area.

## Escursionismo
L'ascesa alla sommità del vulcano è una popolare attrazione per i turisti. Ci sono due sentieri principali che conducono alla vetta; il primo e più semplice permette di fare il giro attorno al cratere; il secondo chiamato El Puma, è più difficile e richiede l'aiuto di una guida esperta. Si snoda lungo un percorso con pendenze sempre attorno ai 45°, ma è l'unico che permette di osservare elementi paesaggistici come la foresta nana.